# Lena Świrska
Lena Świrska (ur. 19 maja 2009 w Jagowie) – piłkarka nożna występująca na pozycji pomocnika, reprezentantka Polski U15.

## Kariera klubowa
W wieku 6 lat rozpoczęła grę w szkółce piłkarskiej All Sport. Następnie grała w Akademii Piłkarskiej Gavii Choszczno. W turniejach wojewódzkich Z Podwórka na Stadion o Puchar Tymbarku dwukrotnie była królową strzelczyń i raz została wybrana najlepszą zawodniczką całego turnieju.

### Pogoń Szczecin
W sierpniu 2024 roku podpisała profesjonalny kontrakt z kobiecą drużyną Pogoni Szczecin.

## Kariera reprezentacyjna
Była powołana na zgrupowanie reprezentacji Polski kobiet do lat 15.